# مختار فلاته
مختار فلاته (عربی: مختار فلاته؛ زادهٔ ۱۵ اکتبر ۱۹۸۷) یک ورزشکار اهل عربستان سعودی است.
از باشگاه‌هایی که در آن بازی کرده‌است می‌توان به باشگاه فوتبال الاتحاد، باشگاه فوتبال الوحده عربستان سعودی، باشگاه فوتبال الشباب عربستان سعودی، و تیم ملی فوتبال عربستان سعودی اشاره کرد.
وی همچنین در تیم ملی فوتبال عربستان سعودی بازی کرده است.